# هاينز هرمان
هاينز هرمان (28 مارس 1958 بزيورخ في سويسرا - ) هو مدرب كرة قدم ولاعب كرة قدم سويسري في مركز الوسط. شارك مع منتخب سويسرا لكرة القدم. أما مع النوادي، فقد لعب مع نادي آراو ونادي بازل ونادي سيرفيت ونادي غراسهوبر زيوريخ ونادي نوشاتل زاماكس.

## وصلات خارجية
- هاينز هرمان على موقع الاتحاد الأوربي (الإنجليزية)
- هاينز هرمان على موقع قاعدة بيانات كرة القدم.إي يو (الإنجليزية)
- هاينز هرمان على موقع ناشيونال فوتبول تيمز (الإنجليزية)
- هاينز هرمان على موقع Soccerway.com (الإنجليزية)
- هاينز هرمان على موقع عالم كرة القدم.نت (الإنجليزية)